# Десятая доля пути
«Десятая доля пути» — советский чёрно-белый широкоэкранный художественный фильм 1968 года, снятый режиссёром Юрием Дубровиным на киностудии «Беларусьфильм».
По мотивам одноимённой повести Петра Межирицкого.
Премьера фильма состоялась 28 июля 1969 года. В СССР фильм посмотрели 8,8 млн зрителей.

## Сюжет
Молодой инженер Павел Коротков находит устаревшие дефекты на заводе, но директор не хочет их исправлять. Павла увольняют, но рабочие выступают в его защиту.

## В ролях
- Алексей Эйбоженко — Павел Коротков
- Анна Дубровина — Ирина
- Павел Кормунин — Твердохлеб
- Николай Ерёменко — Бухтеев
- Борис Бибиков — Данилевич
- Алексей Чернов — Веригин
- Эдуард Горячий — Зязюля
- Владимир Сигов — Покровский
- Александра Климова
- Евгения Уралова
- Любовь Румянцева — Люся
- Юлия Цоглин
- Ростислав Шмырёв — художник
- Владимир Поночевный
- Вячеслав Бровкин
- Витольд Янпавлис
- Виктор Шрамченко
- Владимир Светлов
- Августин Милованов
- Евгений Богданович
- Владимир Евченко
- Владимир Роговцов
- Борис Владомирский